# Paola Del Din
Paola Del Din   (Pieve di Cadore, 23 d'agost de 1923) coneguda també com Renata, és una heroïna partisana que va combatre a la Segona Guerra Mundial en la Campanya d'Itàlia contra el feixisme i l'ocupació alemanya. Va ser la primera dona que es va llançar en paracaigudes en una acció de guerra. Va ser condecorada amb la Medalla d'or al valor militar.

## Biografia
Nascuda en el si d'una família de tradició militar, era filla del general de les tropes alpines Prospero del Din i tenia un germà, Renato, un any més gran. Es va educar a Udine i va estudiar lletres al Liceu Clàssic.
El 1943, Immediatament després de l'Armistici entre Itàlia i les forces aliades, el seu germà Renato, exalumne de l'Escola Militar Teulier de Milà i oficial del 8è Regiment Alpí (Divisió Júlia) es va unir a la resistència que operava al Friül-Venezia Julia i amb el nom d'Anselmo va ser un dels fundadors de la primera formació partisana de la Brigada Osoppo a Val d'Orzino, portant a terme accions de sorpresa i combats nocturns, com ara l'atac a les Milicies feixistes de Tolmezzo del 25 abril 1944, que li va costar la vida.
Arran de la mort del seu germà, Paola del Din amb el nom de guerra de Renata, va prendre el relleu i es va involucrar en missions arriscades, com a missatgera i informant dels aliats.
Entre altres accions, va contactar, en nom de les brigaddes Osoppo, amb els aliats a Florència per lliurar-los documents especialment importants. Motivada per aquesta tasca patriòtica, va tornar al Friül per assistir a un curs de paracaigudisme. El 9 d'abril de 1945 va saltar en una zona del Friül per entrar en contacte amb els aliats i els partisans de la formació Osoppo. En aterrar es va fracturar el turmell però, tot i així, va aconsegueix complir la missió i lliurar-los els documents. Posteriorment, va creuar moltes vegades les línies del front de batalla per portar missatges als aliats que anaven avançant.
Entrenada per les forces britàniques, va ser la primera dona paracaigudista italiana, i probablement la única, que va efectuar un salt de guerra.
Després de l'Alliberament, el 1945, es va graduar en literatura a la Universitat de Pàdua, on va exercir de professora diversos anys, abans de guanyar la beca Fulbright per a la Universitat de Pennsilvània, on va obtenir el títol de "Màster en Arts". Un cop de tornada a Itàlia, es va dedicar a l'ensenyament a les escoles públiques.
El febrer de 2007 va ser novament confermada com a presidenta nacional de la Federació Italiana de Voluntaris de la Llibertat, que va deixar el juny de 2008. Actualment és president regional de l'Associació Nacional de Famílies de Caiguts i Desapareguts en Guerra i, des del 2020,  la presidenta honorària de l'Associació Nacional de Paracaigudistes Italians.
Durant la visita del monarca del Regne Unit Carles III al Parlament italià, el passat 9 abril 2025, en commemoració dels 80 anys de L'alliberament del país, el rei es va referir especialment a les gestes de Paola del Din, de 101 anys, lloant el seu coratge i els serveis prestats a Italia i a les forces aliades.

## Honors i reconeixements
- Medalla d'or al Valor Militar

"Després d'haver desemvolupat una intensa activitat partisana en el Friül, en la formació comandada pel seu germà, després de la seva mort en combat, va ser escollida per portar al sud importants documents operatius per al comandament al·liat. Havent traspassat diverses vegades a peu les línies de combat, després de grans patiments i amb risc continuat de la seva pròpia vida, va demanar de ser inscrita al curs de paracaigudistes. Després d'haver efectuat més d'onze vols de guerra, va aconseguir ser la única dona a Itàlia a saltar en paracaigudes, des del cel del Friül, a la vigília de l'Alliberament. Malgrat el dolor que va patir durant l'aterratge amb una fractura del turmell i torsió dorsal, la seva única preocupació va ser entrar ràpidament en contacte amb les forces aliades per a consignar-los la documentació que portava. En els últims dies de la guerra, malgrat les seves lesions, encara va passar diverses vegades les línies de combat, per entregar més informació. Admirable figura de la partisana que va demostrar, amb valentia i elevat esperit de sacrifici, la seva dedicació a la causa de la Llibertat".
Zona d'Operacio. Setembre 1943-abril 1945
La medalla d'or li va ser atorgada oficialment pel comandant general de la Regió Militar del Nord-est, Lodovico Donati, el 23 maig 1960, en presència de les unitats honorífiques militars, alineades al pati d'armes de Pàdua .

## Altres honors
- Ciutadana d'honor de Tolmezzo, 23 novembre 2007[12]
- Ciutadana d'honor de Poggio Rusco, 24 abril 2012[13]

- President honorari de l' Associació Nacional de Paracaigudistes Italians (ANPd'I.)[14]
- Padrina del 46è Curs "L.Di Bernardo" de l'Escola de Sotsoficials de Carabinieri de Florència (1993-1995).
- Padrina del 186è Curs "Dignitat" (2004-2006) de l' Acadèmia Militar de Mòdena .
- Padrina del 201è Curs "Exemple" (2019-2021) de l' Acadèmia Militar de Mòdena .
- Padrina del curs "Del Din" (2007-2010) de l' escola militar "Teulié" de Milà .
- Atorgat amb el títol de "Cadet Honorari" de l'Acadèmia Militar de Mòdena el 18/10/2021 durant una cerimònia de canvi de comandant a la mateixa Acadèmia.[15]